# Intervention du Hezbollah dans la crise syrienne
 (juin 2023).
 (juin 2023).
 (juin 2023).
La mise en forme du texte ne suit pas les recommandations de Wikipédia : il faut le « wikifier ».
Les points d'amélioration suivants sont les cas les plus fréquents. Le détail des points à revoir est peut-être précisé sur la page de discussion.
- Les titres sont pré-formatés par le logiciel. Ils ne sont ni en capitales, ni en gras.
- Le texte ne doit pas être écrit en capitales (les noms de famille non plus), ni en gras, ni en italique, ni en « petit »…
- Le gras n'est utilisé que pour surligner le titre de l'article dans l'introduction, une seule fois.
- L'italique est rarement utilisé : mots en langue étrangère, titres d'œuvres, noms de bateaux, etc.
- Les citations ne sont pas en italique mais en corps de texte normal. Elles sont entourées par des guillemets français : « et ».
- Les listes à puces sont à éviter, des paragraphes rédigés étant largement préférés. Les tableaux sont à réserver à la présentation de données structurées (résultats, etc.).
- Les appels de note de bas de page (petits chiffres en exposant, introduits par l'outil «  Source ») sont à placer entre la fin de phrase et le point final[comme ça].
- Les liens internes (vers d'autres articles de Wikipédia) sont à choisir avec parcimonie. Créez des liens vers des articles approfondissant le sujet. Les termes génériques sans rapport avec le sujet sont à éviter, ainsi que les répétitions de liens vers un même terme.
- Les liens externes sont à placer uniquement dans une section « Liens externes », à la fin de l'article. Ces liens sont à choisir avec parcimonie suivant les règles définies. Si un lien sert de source à l'article, son insertion dans le texte est à faire par les notes de bas de page.
- La présentation des références doit suivre les conventions bibliographiques. Il est recommandé d'utiliser les modèles {{Ouvrage}}, {{Chapitre}}, {{Article}}, {{Lien web}} et/ou {{Bibliographie}}. Le mode d'édition visuel peut mettre en forme automatiquement les références.
- Insérer une infobox (cadre d'informations à droite) n'est pas obligatoire pour parachever la mise en page.

Pour une aide détaillée, merci de consulter Aide:Wikification.
Si vous pensez que ces points ont été résolus, vous pouvez retirer ce bandeau et améliorer la mise en forme d'un autre article.
 (juillet 2023).
Le Hezbollah peut s’identifier comme le parti politique le plus majoritairement représentatif de la communauté chiite au Liban. Il dispose d’une aile militaire, et se classe comme un mouvement de résistance islamique. Fondé en 1982, son siège est à Beyrouth, la capitale du Liban. Le parti a été classé comme organisation terroriste par les États-Unis d'Amérique, l'Union européenne se bornant à classifier comme tel uniquement sa branche armée. Le Hezbollah est considéré comme le premier acteur non-syrien à intervenir dans la crise syrienne depuis l'extérieur de la Syrie, et ce, afin de soutenir le régime baathiste à la suite des protestations qui ont commencé le 15 mars 2011, dans le sillage plus large du mouvement communément appelé Printemps arabe.

## Le début des relations du Hezbollah avec le régime syrien
Lors de l’émergence du Hezbollah en tant qu’entité politique -que l’on peut séquentialiser sur la période 1982-1993- les relations entre le régime syrien et le Hezbollah étaient exécrables, avant que les choses n’évoluent plus positivement, à la suite notamment de l’accession de Hassan Nasrallah à la tête du parti (1992). Ces relations ont connu une impulsion encore plus grande avec l’accession de Bachar al-Assad au pouvoir en Syrie en 2000, au point que l’on puisse caractériser la période 2000 – 2014 de tournant stratégique. L'entrée en guerre du Hezbollah avec le régime syrien après le déclenchement de la révolution syrienne en 2011 a conduit à un approfondissement stratégique du partenariat précédemment initié, du fait d’orientations multidimensionnelles liées aux intérêts communs de ce qui est désigné politiquement par l’expression axe de la résistance ou croissant chiite : Iran – Irak - Syrie - Liban.

## Le début de l'intervention du Hezbollah dans la crise syrienne
Le Hezbollah a participé avec l'armée arabe syrienne à la répression des manifestations depuis leur déclenchement, bien que le parti ne l'ait pas admis directement, ou en tant cas avant que le secrétaire général du parti, Hassan Nasrallah, n’eut confirmé son soutien au président syrien Bachar al-Assad publiquement au printemps 2011. À la suite de l’intervention de Téhéran auprès des caciques du parti au Liban, le Hezbollah a décidé l’envoi progressif de forces militaires pour soutenir le régime syrien, l’objectif assigné au départ étant d'évaluer la situation sécuritaire liée au soulèvement et transmettre des rapports circonstanciés sur la situation sur le terrain, avant que les troupes n’atteignent une taille critique suffisamment importante pour peser dans la balance. Cette intervention du Hezbollah dans la crise syrienne fait suite aux craintes de la république islamique d'Iran des répercussions du Printemps arabe sur son fidèle allié syrien de Damas, son effondrement étant de nature à remettre en question toute la profondeur géostratégique de Téhéran dans la région.

## Motifs d'intervention
Hassan Nasrallah s'est montré très intéressé par le déroulement des événements en Syrie depuis le début de la révolution. Ainsi, il ordonna l’envoi de troupes, sous prétexte d’une part de protéger les villages chiites libanais situés sur ces frontières et autour de la région de la Bekaa, et d’autre part de sécuriser la frontière libano-syrienne.
Pour justifier et légitimer son intervention en Syrie auprès de ses partisans, le Hezbollah a utilisé principalement deux arguments. Le premier argument était d’ordre communautaire et religieux, puisqu'il a déclaré à ses partisans qu'il avait envoyé ses combattants en Syrie sous prétexte de défendre les lieux saints et les sanctuaires chiites en Syrie, en particulier la mosquée de Sayyida Zeinab, qui se trouve en profondeur dans le territoire syrien, dans la périphérie Damascène. Le second argument comme susmentionné était de protéger les villages chiites libanais à la frontière avec la Syrie. Cependant, le facteur majeur expliquant son entrée dans la crise syrienne reste la préservation de son alliance stratégique avec le régime syrien et l'Iran, la Syrie représentant une interface logistique déterminante d’un point de vue militaire ou financier, afin de préserver les moyens d’action de ce que l’on a précédemment nommé Axe de la Résistance.

## Les batailles que le parti a menées en Syrie
Avec l'évolution de la situation en Syrie sur le terrain et le contrôle des rebelles sur de vastes zones du territoire -jusqu’à 80% de la superficie syrienne- l'intervention des forces du Hezbollah s'est accrue dans les différentes régions et gouvernorats syriens, notamment à la suite du contrôle des rebelles sur la ville d'Alep à l'été 2012. En effet, de nombreuses forces du Hezbollah, telles que la fameuse unité 910, sont intervenues dans diverses régions comme Homs, Alep et la région de Damas. Ces forces d’appoint ont pallié les nombreuses défections au sein de l'armée syrienne.
Les membres du parti ont également participé à un certain nombre de batailles d’envergure, telles que la bataille de Zabadani (2012), la bataille d'Alep (2012-2016), le siège de Homs (2011-2014), aussi a participé à la campagne du gouvernorat de Daraa, à la bataille de Zabadani, à l'offensive Alep-Nord, à l'offensive générale d'Alep, à l'offensive de Wadi Barada (ar), à la campagne d'été d'Alep, à l'offensive de Daraa, à l'offensive de Qalamoun, à l'offensive d'Abou Kamal, à la campagne du centre de la Syrie, l'offensive de Beit Jinn, ou encore l'offensive de l'est de Hama.
En avril 2013, Hassan Nasrallah, a annoncé officiellement dans un discours télévisé la participation de ses forces aux opérations militaires en Syrie aux côtés des forces de l'armée syrienne, au moment où cette période fut témoin des événements de l'al-Qusayr ; Bataille entre les éléments du Hezbollah libanais et les forces de l'Armée syrienne libre pour le contrôle de la ville. Celle-ci est située dans la campagne du gouvernorat de Homs à la frontière libanaise, et fut le témoin de batailles acharnées avant que le Hezbollah épaulé par les forces terrestres et aériennes du régime syrien, ne réussissent finalement à la contrôler. Le but de cette bataille ayant été d'empêcher les rebelles de prendre le contrôle des zones frontalières avec le Liban et ce faisant de préserver les lignes d'approvisionnement entre la Syrie et le Hezbollah, une rupture du ravitaillement représentant un risque existentiel pour Hezbollah.

## Nombre de combattants du Hezbollah en Syrie
Il n'existe pas de statistiques précises sur le nombre de combattants du Hezbollah en Syrie. Leur nombre est estimé entre 8 000 et 9 000, avec une rotation régulière. Ce sont des soldats d'élite, des réservistes et des experts militaires. Le Hezbollah a également ouvert le recrutement par le biais du volontariat au Liban pour ceux qui souhaitaient combattre dans ses rangs ou dans ceux des forces du régime syrien, en échange d'une solde mensuelle. Les combattants sont préparés dans des centres d’entraînement militaire au Liban, notamment dans la région de la Bekaa près de la ville de Baalbek, avant d'être envoyés au combat en Syrie. En septembre 2017, le Hezbollah a officiellement confirmé sa présence en Syrie, publiant une déclaration indiquant qu'il y avait 10 000 combattants dans le sud de la Syrie.

## La nature du soutien Hezbollahi au régime syrien
Depuis le début de la crise syrienne, le Hezbollah a fourni divers types de soutien au régime syrien, tels que des soutiens technique, militaire ou logistique, en plus de fournir une aide à d'autres milices combattant aux côtés du régime syrien. Il a aidé à développer de nombreuses milices, telles que les Comités populaires, qui se composent de membres de communautés confessionnelles diverses comme les chiites, les alaouites, les chrétiens et les druzes. Le parti a créé d'autres milices qui lui sont directement liées, ainsi le groupe Quwwat al-Ridha (ar), composé principalement de Syriens appartenant à la communauté chiite. Les statistiques indiquent que le Hezbollah a formé jusqu'à 20 000 combattants parmi les éléments de la milice qui combattent aux côtés de l'armée syrienne et sont financés directement par Téhéran.
Des combattants chiites se sont portés volontaires afin de combattre aux côtés du Hezbollah en Syrie pour plusieurs raisons, dont la fatwa religieuse qui considère cette guerre aux côtés du régime syrien comme une guerre sainte, pour la présumée défense des sanctuaires religieux chiites. Les combattants se sont portés volontaires aussi en raison des tentations financières, en sus de la capacité du parti à fédérer et mobiliser largement les masses chiites et leurs affidés.

## Soutiens financier et militaire
Le Hezbollah reçoit son soutien directement de la République islamique d'Iran. Ce soutien est estimé à environ 200 millions de dollars par an, ainsi que celui de la Russie, qui fournit au parti des armes pour ses opérations militaires en Syrie ; la Russie étant considérée comme un allié stratégique de l’axe de Iran-Hezbollah-Syrie. Des combattants du Hezbollah ont aussi été vus en train d'utiliser des véhicules militaires américains qui avaient été fournis à l'armée libanaise en guise de soutien américain.

## Le nombre de morts du Hezbollah en Syrie
Le coût humain est considéré comme le coût le plus important pour le Hezbollah, car certaines estimations internationales indiquent que le nombre de morts du Hezbollah en Syrie en 6 ans varie entre 2 000 et 2 500 morts, et plus de 7 000 blessés, sans compter le fait que des dizaines de chefs militaires affiliés au parti ont été tués en Syrie, parmi eux certains recherchés par l'Interpol international, tels que Jihad Mughniyeh, Mustafa Zahreddine, Fadi Al-Jazzar, Hassan Ali Jaffal et Samir Kuntar. En outre, le parti a été classé comme organisation terroriste par la Ligue des États arabes et le Conseil de coopération du Golfe, et a fait l'objet de nombreuses sanctions américaines affectant bon nombre de ses organes et personnes qui lui sont affiliées.

## Massacres du Hezbollah en Syrie
Le Hezbollah libanais, à travers son intervention militaire en Syrie, est considéré comme responsable de nombreux crimes contre l'humanité à l’encontre du peuple syrien, notamment au cours des cinq premières années de la crise syrienne. Selon le Réseau syrien des droits de l'homme, des membres du parti sont responsables d'avoir participé aux massacres suivants :
- Le massacre de Deir Baalbeh à Homs en avril 2012, qui comprenait des exécutions sur le terrain, des viols de femmes, des abus et des incendies de cadavres. Environ 200 personnes ont été tuées dans ce massacre, dont 21 enfants et 20 femmes.
- Le massacre du village d'Al-Malikiyah dans la campagne d'Alep en février 2013, où un grand nombre de villageois ont été exécutés, dont des femmes, des enfants et des personnes âgées. Le bilan a atteint 96 civils dont 5 enfants et 3 femmes.
- Le massacre du village de Tal Shughib dans la campagne orientale d'Alep en mars 2013, où 6 jeunes hommes du village ont été tués et leurs corps brûlés.
- Le massacre du village de Rasm al-Nafl dans la campagne d'Alep en juin 2013, au cours duquel 191 civils, dont 21 femmes et 27 enfants, ont été tués.
- Le massacre d'al-Mazra'a dans la campagne d'Alep en juin 2013, au cours duquel 55 personnes ont été tuées, dont 21 enfants et 5 femmes.
- Le massacre d'al-Nabak dans la campagne de Damas en décembre 2013, au cours duquel 399 personnes ont été tuées, dont 98 enfants et 94 femmes.
- Le massacre de Darayya dans la campagne de Damas entre 2012 et 2016, au cours duquel 817 personnes ont été tuées, dont 67 enfants et 98 femmes.
- Les massacres de bataille d'Alep en 2016, où le Hezbollah, aux côtés des forces chiites iraniennes et irakiennes, a participé aux exécutions sur le terrain de civils, ciblant des dizaines de familles[14].

## Emplacements du Hezbollah en Syrie
Les forces du Hezbollah sont présentes en Syrie, selon les dernières statistiques de 2020, dans 117 localités, situées dans la plupart des gouvernorats syriens. Selon l'étude, les gouvernorats dans lesquels les forces du Hezbollah sont les plus présentes sont par ordre décroissant : le gouvernorat d'Alep avec 38 localités ; de Daraa avec 22 localités ; de Homs avec 15 localités ; d’Idlib avec 13 localités, de Damas et sa campagne avec 9 sites, suivis chacun de Deir Ezzor 7 sites, puis Quneitra 6 sites, Hama 4 sites, puis As-Suwayda 3 sites.